# Балтийская трубопроводная система — 2

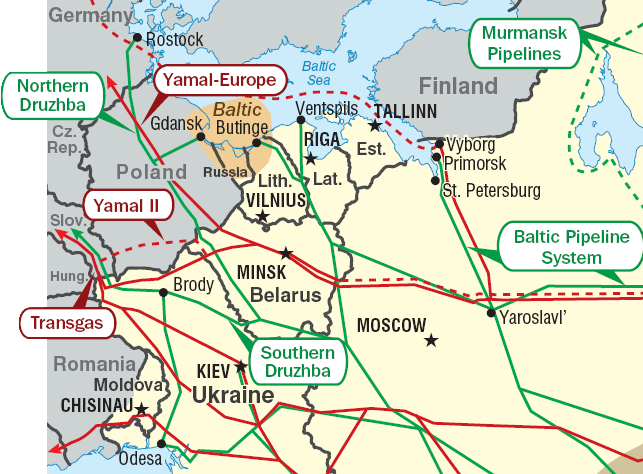
Трубопроводы Восточной Европы

Балти́йская трубопрово́дная систе́ма — 2 (БТС-2) — система магистральных нефтепроводов, которая позволила связать нефтепровод «Дружба» с российскими морскими портами на Балтийском море по маршруту Унеча—Андреаполь—Усть-Луга. Система была запущена 23 марта 2012 года.
Ранее планировалось, что конечной точкой нефтепровода станет порт Приморск, а на Усть-Лугу пойдёт ответвление. В дальнейшем из проекта нефтепровода было также исключено и ответвление на Киришский НПЗ.

## Параметры
Мощность первого пускового комплекса трубопровода — 30 млн тонн нефти в год, второго пускового комплекса — 50 млн тонн в год. Протяжённость трубопровода — порядка 1300 км. Диаметр труб — 1067 мм. Общая стоимость проекта оценивается в $2 млрд.

## Предпосылки к созданию
Целью строительства является снижение рисков от транзита нефти через другие страны. После завершения проекта планируется снизить экспортные поставки по участкам нефтепроводов «Дружба» Унеча — Полоцк и Унеча — Мозырь с 78,9 млн тонн в год до 41 млн тонн к 2010 году и до 27 млн тонн к 2015-му. В частности, участок БТС-2 Унеча (НПС-1) — Андреаполь (НПС-5) дублирует аварийный участок нефтепровода «Дружба» Унеча — Полоцк, проходящий преимущественно по территории Белоруссии.
Кроме того, после ввода БТС-2 для России исчезнет необходимость использования порта «Южный» и нефтепровода «Одесса-Броды».

## Целесообразность создания и альтернативные варианты

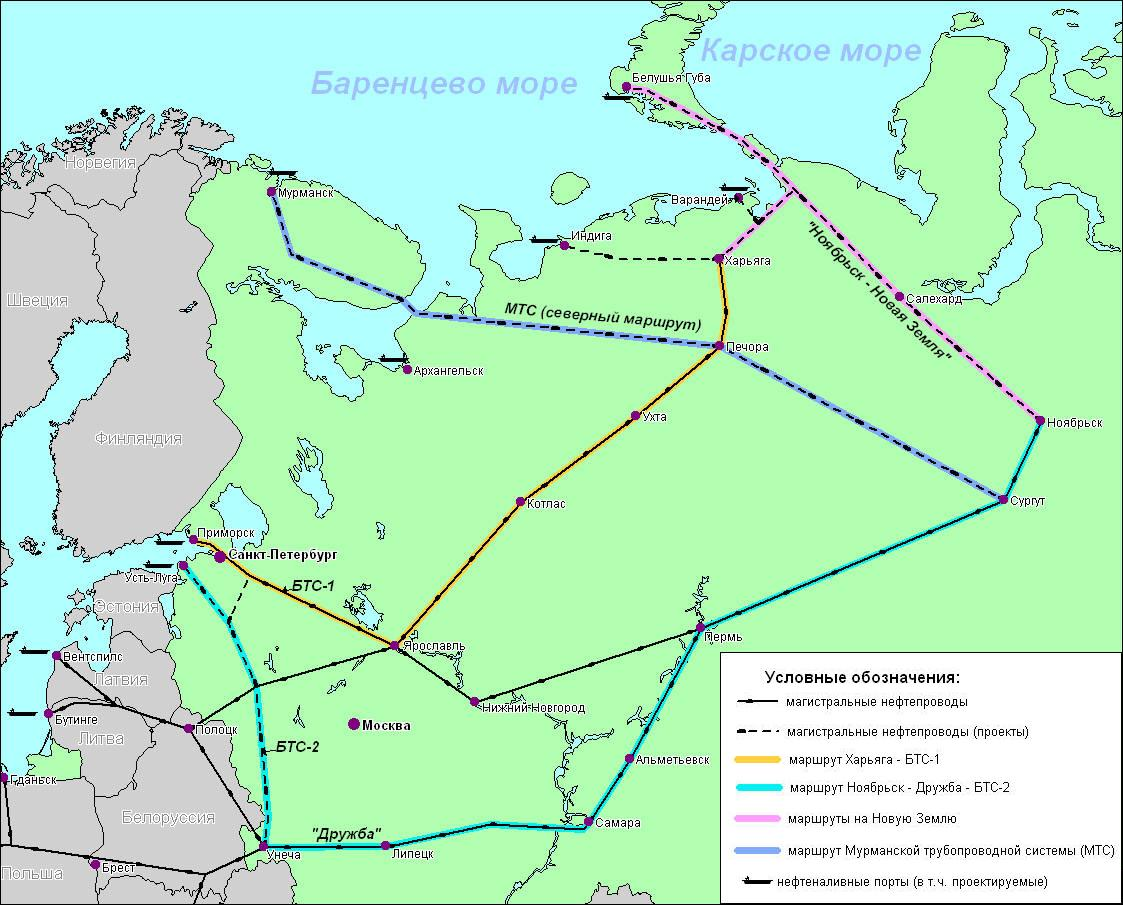
Новые и проектируемые нефтепроводы России

Ряд специалистов выражает сомнения в целесообразности строительства БТС-2. Использование системы нефтепровод «Дружба» — БТС-2 значительно увеличит расстояние для перекачки нефти по трубопроводам. Маршрут транспортировки нефти из Западной Сибири к Финскому заливу будет описывать гигантскую дугу, через среднее Поволжье (Самара) и Центрально-Чернозёмный район. Протяжённость трубопроводной транспортировки будет составлять около 4 тыс. км, в то время как расстояние по прямой составляет 2,3 тыс. км, а при транспортировке через БТС-1 — около 3 тыс. км. Это выгодно только компании «Транснефть», доходы которой зависят от перекачанных тонно-километров.
Наиболее разумной альтернативой выглядит создание танкерных терминалов на побережье Баренцева моря, в районах с благоприятными условиями для навигации. Такими районами являются Кольский полуостров (например, Мурманск, расстояние до нефтяных месторождений на севере Западной Сибири около 2000 км) и западное побережье архипелага Новая Земля (например, Белушья Губа, расстояние 1300 км).

## Ход реализации проекта
- 10 июня 2009 года с церемонии сварки первого стыка в Брянской области началось строительство нефтепровода БТС-2.[7]
- 1 апреля 2010 года — сварено в нитку 575 км линейной части трубопровода, уложено в траншее 484 км, засыпано — 456 км.[8] В связи с опережением графика, появилась возможность завершить строительство первого пускового комплекса БТС-2 уже в конце 2011 года, что на полгода раньше запланированного срока.[9]
- 28 сентября 2010 года — сварено в линию 985 км нефтепровода, что составляет более 98 % трассы. В траншеи уложено 930 км труб, засыпано 920 км[10].
- 10 октября 2010 года — Нефтебаза «Усть-Луга» готова на 70 %. Остаётся доделать помещения и доукомплектовать объект оборудованием. На линейной части БТС-2 уже ведутся гидроиспытания завершённых участков нефтепровода и внутритрубная диагностика.
- 28 октября 2010 года — в районе порта Усть-Луга Ленинградской области был сварен заключительный стык линейной части «БТС-2».[11]
- 1 августа 2011 года «Транснефть» приступила к заполнению БТС-2 технологической нефтью[12].
- 23 марта 2012 года начата отгрузка нефти из БТС-2[13].

В апреле 2016 года магистральные нефтепроводы БТС-2, а также производственные объекты ООО «Транснефть — Порт Усть-Луга» перешли в зону ответственности дочернего предприятия ОАО "АК «Трансненфть» — ООО «Транснефть-Балтика» (г. Санкт-Петербург).